# كيدي ماغا
كيدي ماغا أو كيدي ماكا ولاية تقع جنوب موريتانيا بمحاذات نهر السنغال، وهي ولاية وزراعة ورعوية بامتياز وتسكنها غالبية من السننكى ويشكل اقل مجموعات المبارا والولوف والحراطين، عاصمتها سيليبابي.

## الاقتصاد
فضلا عن ثروتها الحيوانية الكبيرة فولاية كيدي ماغا تمتد على مساحات شاسعة خصبة صالحة للزراعة وهي اقل تاثرا من غيرها بالجفاف حيث تعاني مناطق كثيرة من هذه الو لاية من عزلة في فترة الأمطار بسبب السيول الجارفة وقلت السدود المأهلة لاستعاب المياه والبنى التحتية الهشة.

## السكان والتقسيم الإداري
يبلغ سكان كيدي ماغا حوالي 116436 نسمة.

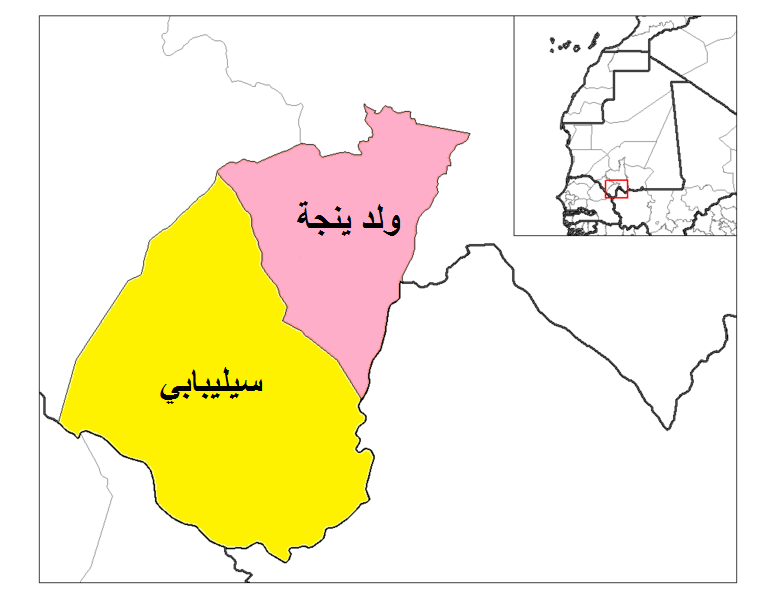
مقاطعتي كيدي ماغا

تنقسم الولاية إلى عدة مقاطعات هي:
- مقاطعة ولد ينج وتضم البلديات:

1. ولد ينج (10101)
2. لعبلي (10102)
3. التكتاكه (10103)
4. دافور (10104)
5. بوعنز (10105)
6. لحرج (10106)
7. لعوينات (10107)

```
(رمز مكتب الإحصاء)
```

- مقاطعة سيليبابي وتضم البلديات:

1. حاسي شكار
2. ولد بوني
3. سيليبابي
4. الصوفي
5. التاشوط
6. عار
7. وامبو
8. اجار
9. غابو
10. بايديام
11. كوري